# Бертман, Дмитрий Александрович
Дми́трий Алекса́ндрович Бе́ртман (род. 31 октября 1967, Москва, СССР) — российский театральный режиссёр, основатель и художественный руководитель московского музыкального театра «Геликон-Опера», заведующий кафедрой режиссуры и мастерства актёра музыкального театра в Российской академии театрального искусства. Народный артист РФ (2005)
Режиссёр-постановщик более ста спектаклей как в России, так и за рубежом.
Награжден различными театральными премиями «Золотая Маска», «Гвоздь сезона», международной им. К. С. Станиславского, премиями правительства Москвы и др.

## Биография
Дмитрий Бертман родился в Москве.
В 1984 году поступил в ГИТИС имени А. В. Луначарского (мастерская профессора Г.П. Ансимова), где получил специальность режиссёра музыкального театра. Однокурсницей была Алика Смехова.
Ещё в студенческие годы поставил ряд музыкальных и драматических спектаклей — вначале в своём театре-студии, а затем и в профессиональных театрах Москвы, Твери, Одессы. Дипломной работой стала постановка в 1988 году мюзикла Ренато Рашела «Черепаший день, или Супружеская идиллия» в Тверском областном театре драмы.
В 1990 году Бертман создал в Москве музыкальный театр «Геликон-Опера», получивший в 1993 году статус государственного. Новый коллектив быстро выдвинулся в ряд крупнейших оперных театров России, ставил оперы XVIII—XX веков, от самых популярных до редко исполняемых, а также оперетты и мюзиклы. В настоящее время театр много гастролирует в России и за рубежом и является одним из самых востребованных российских оперных коллективов.
В 1994 году был приглашен в Оперную студии Берна (Швейцария) в качестве преподавателя. Проводит мастер-классы в Московской государственной консерватории им. П. И. Чайковского. С 1996 года является художественным руководителем мастерской, а с 2003 года — заведующим кафедрой режиссуры и мастерства актёра музыкального театра в Российской академии театрального искусства. В октябре 2008 года Бертману было присвоено звание профессора.
Помимо работы в «Геликон-Опере» Дмитрий Бертман востребован в качестве оперного режиссёра по всему миру.
Дмитрий Бертман сотрудничал с выдающимися дирижерами: Р. Мути, А. Алеманди, Р. Брэдшоу, Д. Каллегари, Дж. Моранди, К. Бадеа, Т. Северини, М. Ростроповичем, В. Гергиевым, Г. Рождественским, А. Лазаревым, В. Понькиным и со звездами мировой оперы: Пласидо Доминго, Хосе Кура, Монсеррат Кабалье, Нормой Фантини, Роберто Аланьей, Анджелой Георгиу, Марией Гулегиной, Катариной Далайман, Инвой Мула.
Неоднократно входил в составы жюри различных международных конкурсов оперного искусства, постоянный член жюри вокального конкурса «Бельведер».
Дмитрий Бертман в течение многих лет тесно сотрудничает с телеканалом «Россия-Культура»: режиссёр и участник многих телепередач.
23 октября 2011 года решением VI (XX) Съезда Союза театральных деятелей Российской Федерации художественный руководитель театра «Геликон-Опера» Народный артист России Дмитрий Бертман был единогласно выбран секретарём Союза театральных деятелей России.
В 2012 году Дмитрий Бертман стал членом Совета по культуре при председателе Государственной Думы Федерального собрания Российской Федерации.
Дмитрий Бертман стал постановщиком исторического концерта в Государственном Академическом Большом театре России — Оперного бала Елены Образцовой 8 октября 2014 года, приуроченного к 75-летию великой певицы. В концерте приняли участие звёзды мировой оперы Анна Нетребко, Мария Гулегина, Хосе Кура, Дмитрий Хворостовский, Юсиф Эйвазов, Ольга Перетятько и другие.
В 2018 году был доверенным лицом кандидата в мэры в Москвы Сергея Собянина.
В ноябре 2018 года Дмитрий Александрович, в соответствии с Указом Президента России, включён в новый состав Совета при Президенте по культуре и искусству.

## Звания и награды
- Заслуженный деятель искусств Российской Федерации (19 ноября 1997 года) — за заслуги в области искусства[1][4]
- Народный артист Российской Федерации (3 апреля 2005 года) — за большие заслуги в области искусства[1][5]
- Орден Дружбы (29 июня 2010 года) — за заслуги в развитии отечественной культуры и искусства, многолетнюю плодотворную деятельность[1][6]
- Орден Почёта (3 мая 2018 года) — за большой вклад в развитие отечественной культуры и искусства, многолетнюю плодотворную деятельность[7].
- Международная премия К. С. Станиславского (2005) в номинации «Режиссёрское искусство» — за вклад в развитие оперной режиссуры
- Премия «Золотая маска» в номинации «Лучший режиссёр музыкального театра»
  - 1997 — за спектакль «Кармен»
  - за спектакль «Царская невеста»
  - 2000 — за спектакль «Леди Макбет Мценского уезда»[1]
- Премия «Московского оперного фестиваля» к 400-летию оперы (2000) в номинации «Лучший режиссёр» — за «Сказки Гофмана»
- Офицер ордена Академических пальм (2003 год, Франция) — за заслуги в сфере культуры и искусства[1]
- Орден Креста земли Марии IV степени (23 февраля 2008 года, Эстония) — за постановку в таллиннском театре «Эстония» антифашистской оперы «Валленберг» Эркки-Свен Тюйра
- Лауреат Государственной премии Эстонии по культуре (2008) и премии Эстонского театрального союза
- Мальтийский крест и титул графа Суверенного Ордена Святого Иоанна Иерусалимского, рыцарей Родоса и Мальты экуменических (2003) — за вклад в развитие мировой культуры[1]
- В конце 2005 года Дмитрий Бертман стал лауреатом премии им. К. C. Станиславского в номинации «Режиссёрское искусство» за вклад в развитие оперной режиссуры.
- В 2007 году художественный руководитель «Геликон-Оперы» Дмитрий Бертман удостоен премии города Москвы за постановки спектаклей сезона 2004—2006 годов и значительный вклад в музыкальную культуру Москвы.
- В 2017 году Дмитрию Бертману за выдающийся вклад в развитие отечественной культуры и искусства было присвоено почетное звание «Академик, действительный член Российской Академии искусств».
- 21 сентября 2017 года мэр Москвы Сергей Собянин подписал Указ о награждении Дмитрия Бертмана Знаком отличия «За безупречную службу городу Москве».
- 11 ноября 2017 года в «Геликон-опере» Дмитрию Бертману был вручен орден «За заслуги перед Калининградской областью».
- Почётная грамота Московской городской думы (13 декабря 2017 года) — за заслуги перед городским сообществом[8].
- 20 декабря 2017 года Дмитрию Бертману и коллективу театра была объявлена Благодарность от имени Академии управления МВД России.
- Награда «Академическое признание-2018» (в рамках XV юбилейного Ежегодного общего собрания Международной академии телевидения и радио (IATR) прошла международная конференция «Евразийское информационное партнерство и торжественное вручение наград за академическое признание лауреатам в сфере СМИ, науки и культуры»)
- Медаль за вклад в развитие музыкальной культуры от Фонда «Русское исполнительское искусство» (в рамках праздничных событий к 100-летнему юбилею музыкально-педагогического института имени Ипполитова-Иванова, 2019)
- Свеча памяти (премия «Хранитель памяти», проходящая в рамках «Недели памяти жертв Холокоста», посвященной годовщине освобождения Красной армией узников концлагеря Аушвиц (Освенцим) и Международному Дню Памяти, 2020)
- 17 августа 2020 года в день сбора труппы Дмитрий Бертман был награждён благодарностью министра культуры Российской Федерации за большой вклад в проведение Года театра в Российской Федерации-2019